# TJ Sloup
TJ Sloup (celým názvem: Tělovýchovná jednota Sloup) je český fotbalový klub, který sídlí v městysi Sloup v Jihomoravském kraji. Od sezony 2019/20 hraje Okresní soutěž Blanenska (9. nejvyšší soutěž). Tělovýchovná jednota vznikla okolo roku 1932. Klub má travnaté hřiště s automatickým zaléváním. Fotbal ve Sloupu je dělen do 3 kategorií: Muži "A", dorost a žáci.

## Historie
Fotbalový klub Sloup vznikl okolo roku 1932 pod názvem Tělovýchovná jednota Sloup. V tomto roce vznikla kategorie mužů pod vedením trenéra Miroslava Kučery. Hrálo se na škvárovém hřišti u školy. Tenkrát ještě nebyla žádná soutěž, takže muži pouze trénovali, občas si zahráli nějaké domluvené utkání s okolní vesnicí. Sloup byl v historii vždy velice úspěšný v soutěžích.

## Osobnosti sloupské kopané
Zdroj: 
- Miloš Jarůšek (* 18. června 1947 Rudice) – dlouholetý hráč TJ Spartak ČKD Blansko, starší bratr Karla Jarůška přišel do klubu v roce 1985 za svým kamarádem Josefem Kotlánem, ve sloupském dresu však nastoupil pouze do dvou soutěžních utkání.

- Josef Kotlán (* 6. září 1946 Olešná) – dlouholetý hráč TJ Spartak ČKD Blansko přišel do klubu v roce 1984 a 2 roky zde uplatňoval své bohaté zkušenosti na postu stopera. Po ukončení hráčské kariéry ve Sloupu zůstal ještě rok jako trenér.

- František Fiala (* 15. dubna 1954 Sloup) – dlouholetý hráč TJ Spartak ČKD Blansko je pravděpodobně nejznámějším fotbalistou, který se ve Sloupu narodil.

## Sloupské fotbalové hřiště
Ve Sloupu je od minulého roku nové travnaté fotbalové hřiště s automatickým zavlažováním. Fotbalové hřiště se nalézá na konci Sloupu směrem na Němčice u koupaliště. Na tomto hřišti se hraje fotbal skoro každý den. Zápasy jsou každou neděli, následují po sobě žáci ráno, odpoledne dorost a večer muži. V roce 2010 byly postaveny nové kabiny až pro 100 hráčů, zároveň v kabinách byla vybudována klubovna, WC, sprchy. Byly postaveny i nové střídačky. Hřiště se lajnuje každou neděli ráno a to vápnem.

## Umístění v jednotlivých sezonách
Stručný přehled
Zdroj: 
- 2003–2004: Základní třída Blanenska
- 2004–2006: Okresní soutěž Blanenska
- 2006– : Okresní přebor Blanenska

Jednotlivé ročníky
Zdroj: 
Legenda: Z – zápasy, V – výhry, R – remízy, P – porážky, VG – vstřelené góly, OG – obdržené góly, +/− – rozdíl skóre, B – body, červené podbarvení – sestup, zelené podbarvení – postup, fialové podbarvení – reorganizace, změna skupiny či soutěže
| Česko (2003 – ) |                          |        |    |    |   |    |     |    |      |    |        |
| Sezóny          | Liga                     | Úroveň | Z  | V  | R | P  | VG  | OG | +/−  | B  | Pozice |
| 2003/04         | Základní třída Blanenska | 10     | 24 | 23 | 1 | 0  | 128 | 28 | +100 | 70 | 1.     |
| 2004/05         | Okresní soutěž Blanenska | 9      | 26 | 17 | 5 | 4  | 112 | 45 | +67  | 56 | 2.     |
| 2005/06         | Okresní soutěž Blanenska | 9      | 26 | 19 | 6 | 1  | 84  | 21 | +63  | 63 | 1.     |
| 2006/07         | Okresní přebor Blanenska | 8      | 26 | 13 | 3 | 10 | 74  | 55 | +19  | 42 | 6.     |
| 2007/08         | Okresní přebor Blanenska | 8      | 26 | 8  | 5 | 13 | 50  | 62 | −12  | 29 | 9.     |
| 2008/09         | Okresní přebor Blanenska | 8      | 26 | 12 | 9 | 5  | 62  | 48 | +14  | 45 | 3.     |
| 2009/10         | Okresní přebor Blanenska | 8      | 26 | 6  | 3 | 17 | 50  | 77 | −27  | 21 | 12.    |
| 2010/11         | Okresní přebor Blanenska | 8      | 26 | 17 | 3 | 6  | 65  | 38 | +27  | 54 | 2.     |
| 2011/12         | Okresní přebor Blanenska | 8      | 26 | 18 | 4 | 4  | 72  | 34 | +38  | 58 | 2.     |
| 2012/13         | Okresní přebor Blanenska | 8      | 26 | 14 | 3 | 9  | 65  | 45 | +20  | 45 | 3.     |
| 2013/14         | Okresní přebor Blanenska | 8      | 26 | 9  | 7 | 10 | 51  | 70 | −19  | 34 | 8.     |
| 2014/15         | Okresní přebor Blanenska | 8      | 26 | 7  | 4 | 15 | 42  | 56 | −14  | 25 | 11.    |
| 2015/16         | Okresní přebor Blanenska | 8      | 26 | 9  | 2 | 15 | 49  | 68 | −19  | 29 | 11.    |
| 2016/17         | Okresní přebor Blanenska | 8      | 26 | 11 | 6 | 9  | 52  | 51 | +1   | 39 | 5.     |
| 2017/18         | Okresní přebor Blanenska | 8      | 26 | 8  | 4 | 14 | 52  | 76 | -24  | 28 | 11.    |
| 2018/19         | Okresní přebor Blanenska | 8      | 26 | 6  | 2 | 18 | 39  | 79 | −40  | 20 | 14.    |
| 2019/20         | Okresní soutěž Blanenska | 9      | 13 | 6  | 2 | 5  | 37  | 34 | +3   | 20 | 7.     |
| 2020/21         | Okresní soutěž Blanenska | 9      | 10 | 3  | 2 | 5  | 18  | 37 | −19  | 11 | 10.    |
| 2021/22         | Okresní soutěž Blanenska | 9      | 22 | 5  | 4 | 13 | 49  | 74 | −25  | 19 | 10.    |
| 2022/23         | Okresní soutěž Blanenska | 9      | 14 | 8  | 2 | 4  | 52  | 30 | +22  | 26 | 3.     |

Poznámky:
- 2019/20: Sezona nedohrána kvůli pandemii covidu-19.
- 2020/21: Sezona nedohrána kvůli pandemii covidu-19.

## Fotogalerie

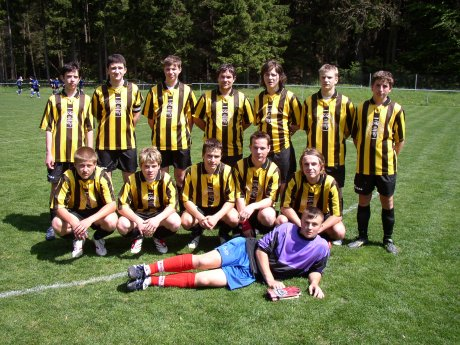
Dorost
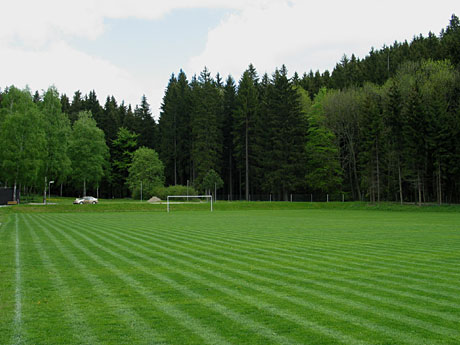
Fotbalové hřiště
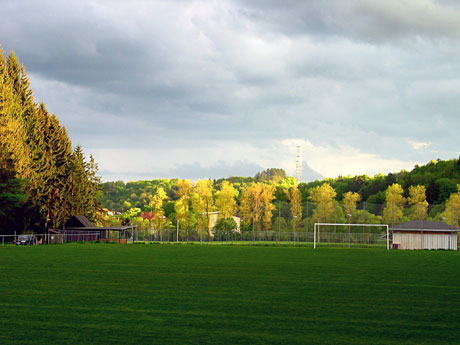
Fotbalové hřiště